# Nosoderma diabolicum
Espèce
Nosoderma diabolicum (anciennement Phloeodes diabolicus), surnommé « coléoptère du diable » ou « coléoptère cuirassé », est un coléoptère de la famille des Zopheridae. 

## Description
Il est incapable de voler et a une durée de vie maximale de huit ans.
Ce scarabée est réputé pour son indestructibilité : il est notamment capable de survivre après avoir été « écrasé » par une automobile. Ses élytres épais, densément stratifiés et imbriqués, reliés à la cuticule ventrale par des structures de support latérales complexes, sont capables de supporter une charge d'environ 15 kg (149 newtons).

## Répartition
On le trouve dans les zones arides de la côte ouest des États-Unis, où il vit sur des champignons poussant sous l'écorce des arbres. 

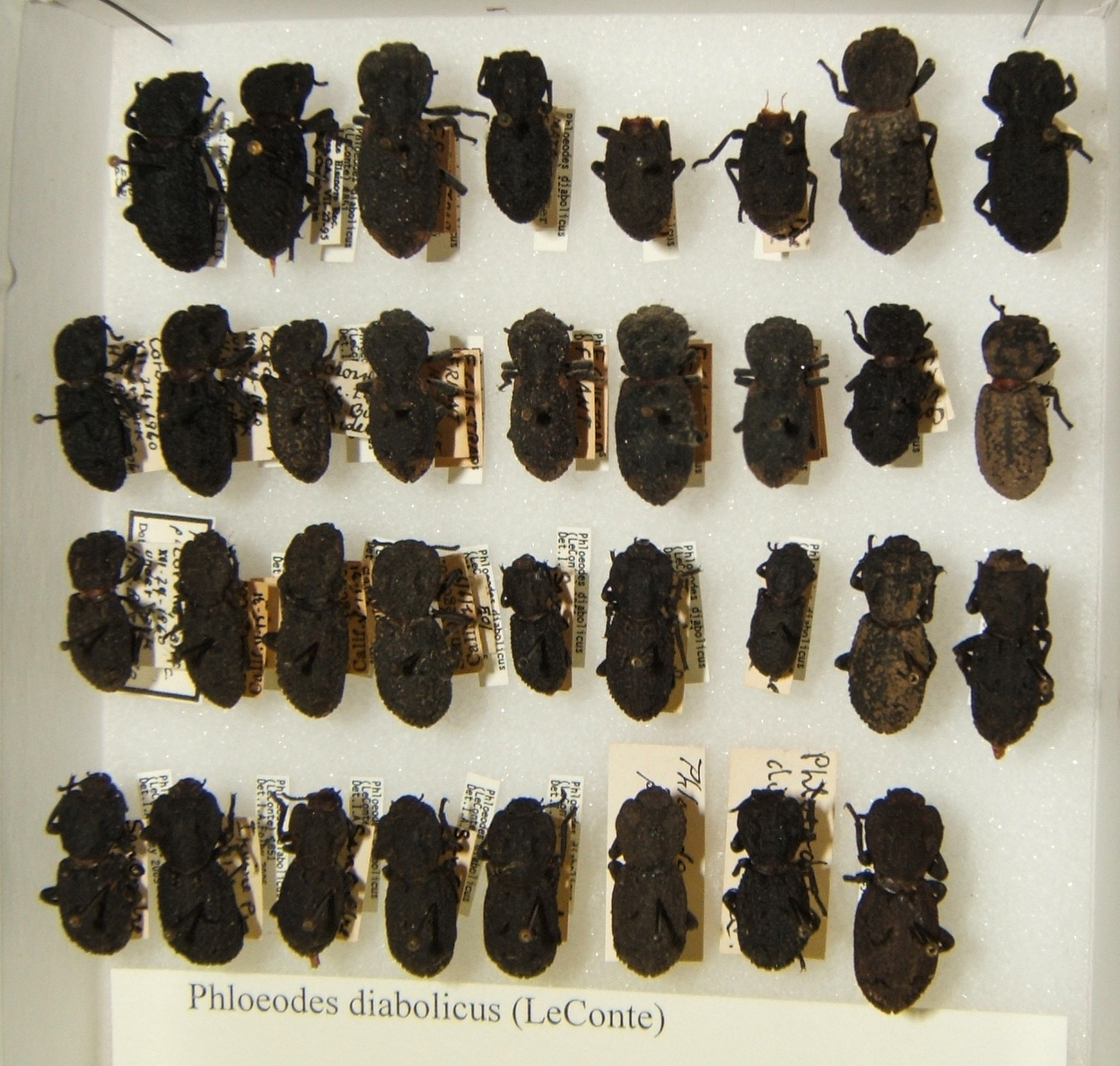